# Osage Tribe
Osage Tribe foi um grupo italiano de rock progressivo, constituído em 1971.

## História
O grupo foi fundado por Franco Battiato, que naquele tempo se dedicava à música experimental. Além dele, estavam presentes Marco Zocchedu, Bob Callero e Nunzio Favia. O mesmo Battiato procura para a banda um contrato discográfico e, portanto, uma oportunidade de criar um single intitulado Un falco nel cielo, que foi escolhido como sigla do programa televisivo Chissà chi lo sa?, conduzido por Febo Conti.
Logo depois da interpretação, Battiato prosseguiu na sua carreira solista de grande sucesso. Tendo virado um terceto, o Osage Tribe mudou a direção musical passando do pop ligeiro a um som mais progressivo, realizando em 1972 o seu único álbum intitulado Arrow head. Se trata de uma mistura de hard rock, progressivo e pitadas de jazz, que torna o trabalho muito interessante.
Contudo, o grupo teve breve vida. Já no fim de 1972, Zocchedu e Callero se transferiram para o Duello Madre. Nunzio Favia, único remanescente, tentou prosseguir recrutando o desconhecido Piero Marchiani e Red Canzian, proveniente do Capsicum Red. Após breve permanência, Canzian passou ao conhecido grupo Pooh e o fato decretou o fim definitivo da formação.
Bob Callero depois colaborou com diversos artistas, sobretudo com a formação Il Volo, na qual militou também Alberto Radius.

## Formação
- Franco Battiato - voz
- Marco Zoccheddu - guitarra, teclados, voz (1971 - 1972)
- Bob Callero - baixo (1971-1972)
- Nunzio Favia - bateria (1971 - 1973)

### Outros membros
- Piero Marchiani - baixo (1973)
- Red Canzian - guitarra (1973)

## Discografia

### 33 rotações
- 1972: Arrow Head (Bla Bla, BBL 10052)

### 45 rotações
- 1971: Un falco nel cielo/Prehistoric sound (Bla Bla, BBR 1323)

### 33 rotações com outros artistas
- 1972 - Tarzan (Bla Bla, BOP 90001, com Black Sunday Flowers, Capsicum Red e Well's Fargo; O Osage Tribe estão presentes com Crazy horse, Prehistoric sound e Hajenhanhowa)

### CD
- 1994: Arrow Head (Vinyl Magic, VM 037)

### CDs com outros artistas
- 1992 - Tarzan (Artis Records, ARCD 043; reedição do 33 rotações homônimo de 1972)
- 2002 - La convenzione (D'Autore, DA 1008, com Franco Battiato e Juri Camisasca; O Osage Tribe está presente com Crazy horse)
- 2007 - Tarzan (Vinyl Magic, MCD120; reedição do 33 rotações homônimo de 1972, con 6 bônus tracks)

### 33 rotações publicado no exterior
- 2004: Arrow Head (Amber Soundroom, AS LP 029; publicado na Alemanha)

### 45 rotações publicado no exterior
- 1971: Prehistoric sound/Crazy Horse (Ekipo 2818; publicado in Espanha)

## Artigo relacionado
- Duello Madre